# La Alameda (Trolebús de Quito)

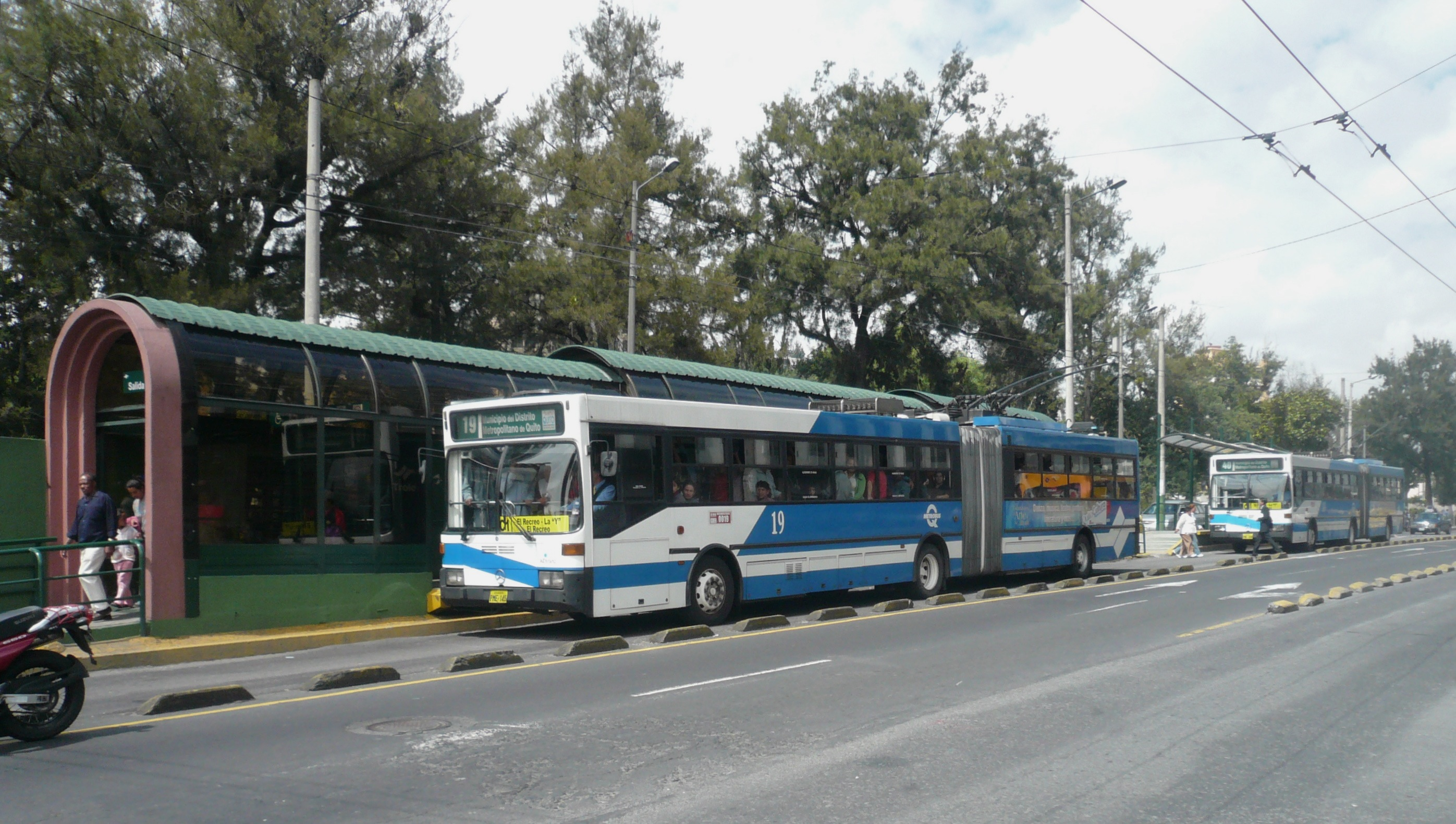
Parada La Alameda con el diseño original.

La Alameda es la vigésimo sexta parada del Corredor Trolebús, en el centro de la ciudad de Quito. Se encuentra ubicada sobre la avenida 10 de Agosto, intersección con Antonio Ante, en la parroquia de San Juan. Fue construida durante la administración del alcalde Jamil Mahuad Witt, quien la inauguró el 19 de marzo de 1996, dentro del marco de la segunda etapa operativa del sistema, que venía funcionando desde diciembre de 1995 únicamente hasta la parada Teatro Sucre.
El 27 de mayo de 2016, durante la alcaldía de Mauricio Rodas, fue reinaugurada tras un proceso de remodelación que incluyó no sólo el cambio de aspecto de la estructura con vidrio transparente y techos ecológicos, sino que también se la adecuó internamente con red gratuita de wifi, iluminación led, accesibilidades para gente con discapacidad y un moderno sistema de vigilancia.
La parada toma su nombre del aledaño parque La Alameda, uno de los más importantes y antiguos de la ciudad, con acceso directo a construcciones coloniales como el Observatorio Astronómico, la iglesia de El Belén o la laguna en la que se pueden realizar tradicionales paseos en bote.
Su icono representativo está constituido por un dibujo abstracto del característico Churo de La Alameda, una estructura ubicada dentro del parque homónimo que constituye uno de los principales atractivos del área circundante, y que sirve a la vez como punto de referencia, encuentro y como mirador.

## Alrededores
La parada sirve al sector circundante, en donde se levantan docenas de locales comerciales con un gran movimiento clientelar, edificios de oficinas, entidades públicas como la Torre Consejo Provincial de Pichincha, el Banco Nacional de Fomento, el Archivo Nacional del Banco Central del Ecuador, así como institutos educativos de prestigio histórico (Colegio Femenino Espejo, Colegio Nacional Mejía). Desde este punto, y cruzando el parque hacia el oriente, se puede acceder además a la sede de la Cruz Roja Ecuatoriana y al Palacio Samaniego, sede del remodelado Teatro Capitol.

## Conexiones
Desde la parada La Alameda, y cruzando el parque hacia el oriente, se puede hacer integración con él andén Simón Bolívar de la Ecovía, llamado así por el monumento del héroe independentista venezolano que también se encuentra en el extremo sur del área verde. Mientras que sen dirección occidental, en los bajos de la Torre Consejo Provincial, se puede abordar el Corredor Central Norte en el andén Consejo Provincial, que sirve únicamente en sentido norte-sur, y avanza hacia la estación multimodal Plaza Marín.